# WR 86
WR 86 eller HD 156327, är en dubbelstjärna i den mellersta  delen av stjärnbilden Skorpionen belägen 2° väster om NGC 6357 på kanten av Stora klyftan i Vintergatan i Skorpionens svans. Den har en skenbar magnitud av ca 9,27 och kräver ett teleskop för att kunna observeras. Baserat på parallaxmätning inom Hipparcosuppdraget på ca 1,84 mas, beräknas den befinna sig på ett avstånd på ca 7 000 ljusår (ca 2 100 parsek)  från solen. 

## Egenskaper

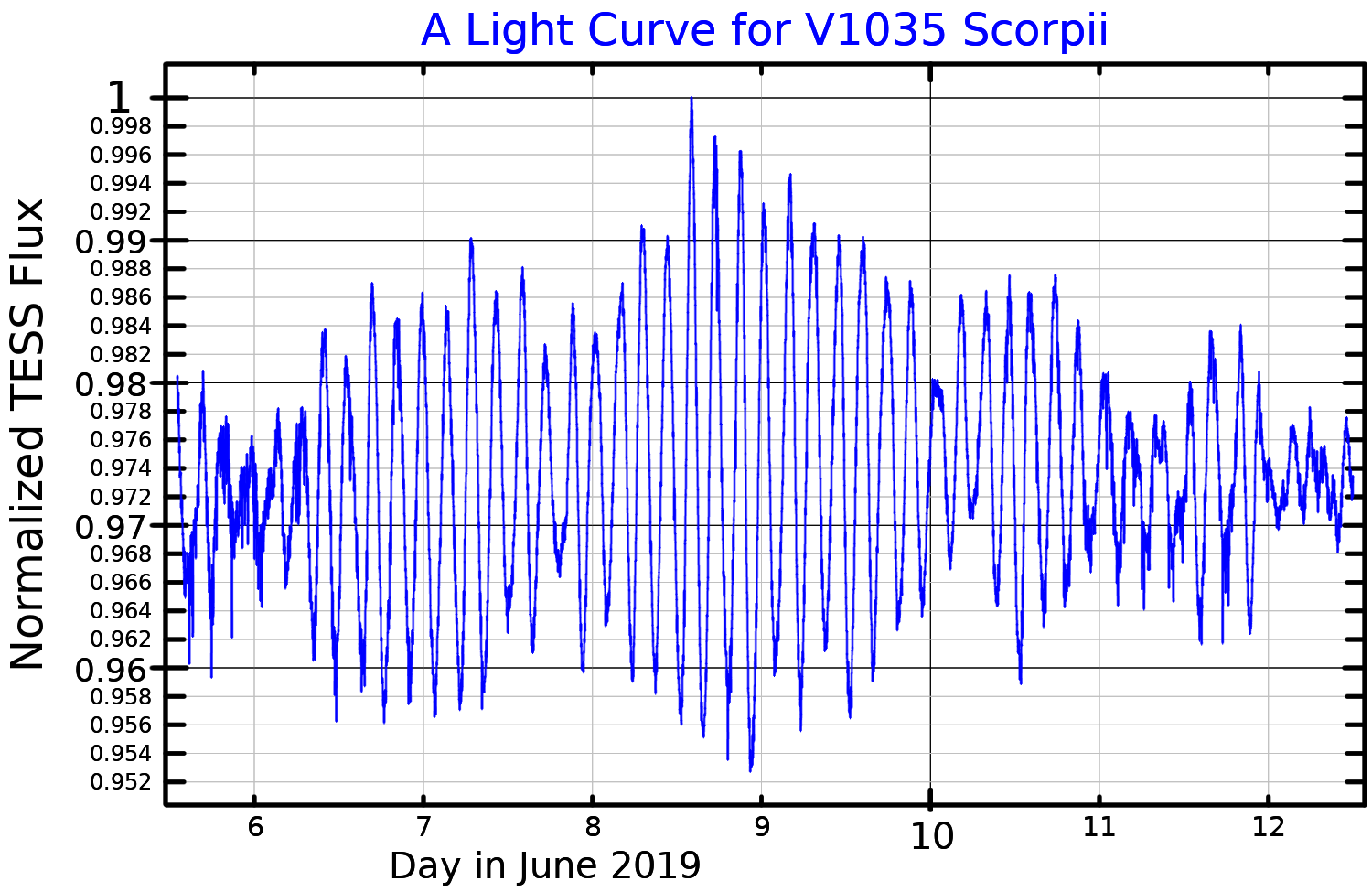
Ljuskurva i synliga bandet för V1035 Scorpii plottade NASA:s TESS-data

WR 86 är en dubbelstjärna med två komponenter med samma visuella ljusstyrka separerade med 0,3 bågsekunder. Den ena har emissionslinjespektrum för en WC7 Wolf-Rayet-stjärna, medan den andra är en jättestjärna av spektraltyp B0. Den blå jätten varierar något i ljusstyrka med en period av 3,5 timmar. WR-stjärnan kan också variera något.
Pulseringarna hos jättestjärnan är karakteristiska för en Beta Cephei-variabel. Analys av dess pulseringar och jämförelse med de förväntade egenskaperna hos en WC7-stjärna tyder på att båda stjärnorna kan ha utvecklats utan massutbyte. WR- och B-stjärnorna skulle ha haft en initial massa på 40 respektive 20 solmassor för fyra miljoner år sedan.
Primärstjärnan WR 86 är en blå stjärna och Wolf-Rayet-stjärna av spektralklass WC7. Den har en radie på ca 10 solradier och utsänder från dess fotosfär energi motsvarande ca 200 000 gånger solen vid en effektiv temperatur av ca 56 000 K.
Följeslagaren WR 86 B är en blå jättestjärna av spektralklass B0 III. Den har en radie på ca 8,5 solradier och utsänder från dess fotosfär energi motsvarande ca 63 000 gånger solen vid en effektiv temperatur av ca 31 400 K.